# Olivella gracilis
Olivella gracilis är en snäckart som först beskrevs av William John Broderip och Sowerby 1828.  Olivella gracilis ingår i släktet Olivella och familjen Olividae. Inga underarter finns listade i Catalogue of Life.